# HMS Effingham (D98)
«Еффінгам» (D98) (англ. HMS Effingham (D98) — військовий корабель, важкий крейсер типу «Гокінс» Королівського військово-морського флоту Великої Британії за часів Другої світової війни.
Важкий крейсер «Еффінгам» був закладений 2 квітня 1917 року на верфі HMNB Portsmouth у Портсмуті. 8 червня 1921 року корабель спущений на воду, а 9 липня 1925 року увійшов до складу Королівських ВМС Великої Британії. Корабель не був закінчений під час світової війни, і будівництво йшло дуже повільно після закінчення війни в 1918 році. Завершене лишень у 1925 році, крейсер був призначений до Ост-Індської станції, іноді служив там флагманом. 1932 році повернувся додому і була призначена до Резервного флоту як його флагман на наступні чотири роки. «Еффінгам» був переозброєний та модернізований у 1937—1938 роках.
Коли у вересні 1939 року почалася Друга світова війна, «Еффінгам» входив до Північного патруля, але через серйозні проблеми з двигуном більшу частину наступних шести місяців провів у ремонті. У перервах між відвідуваннями верфі судно переправляло вантаж золотих злитків до Канади і ненадовго було призначено на Північноамериканську та Західно-Індійську станцію. Після тривалого ремонту на початку 1940 року «Еффінгам» підтримував союзні війська під час Норвезької кампанії, переважно бомбардуючи німецькі позиції та забезпечуючи військово-морську підтримку військам на берегу. 18 травня під час перевезення військ і припасів до Будо корабель зіткнувся з мілиною через навігаційну помилку і затонув на мілководді. Його екіпаж був евакуйований без втрат, а крейсер знищений парою торпед супроводжуваного есмінця «Матабеле».

## Історія служби
Після введення до строю важкий крейсер був призначений до 4-ї ескадри легких крейсерів на Ост-Індській станції. Капітан Брюс Фрейзер (пізніше Перший морський лорд) прийняв командування кораблем у вересні 1929 року. 2 листопада 1930 року особовий склад «Еффінгама» був присутні на коронації імператора Ефіопії Хайле Селассіє. 14 червня 1932 року корабель ненадовго став флагманом контрадмірала Мартіна Данбар-Несміта, головнокомандувача Ост-Індської станції.
30 липня він став флагманом Резервного флоту. 16 липня 1935 року корабель був присутній на срібному ювілейному огляді флоту короля Георга V.
17 квітня 1940 року разом з важким крейсером «Йорк», крейсером ППО «Калькутта» та кількома есмінцями «Еффінгам» виконував наказ щодо пошуку групи з п'яти німецьких есмінців, які були помічені біля Ставангера літаком. Повідомлення було неправдивим, але кораблі залишалися біля входу до Ромсдальс-фьорда 17–18 квітня, коли британці почали висадку військ у Молде та Ондальснес. Німецький підводний човен U-38 вранці 19 квітня здійснив безуспішну атаку на крейсер.
1 і 3 травня «Еффінгам» допомагав бомбардувати цілі в містах Анкенес і Б'єрквік, готуючись до запланованої висадки десанту союзників на Нарвік. «Еффінгам» був командним кораблем для висадки в Б'єрквіку 12–13 травня, на ньому перебували лорд Корк і французький командувач бригадний генерал Антуан Бетуар; генерал-лейтенант Клод Окінлек також був на борту корабля, але лише як спостерігач. «Еффінгам» переправив близько 750 осіб десантних сил з 13-ї півбригади Іноземного легіону і надав морську підтримку вогню під час атаки.
17 травня на крейсера «Еффінгам», «Каїро», «Ковентрі» та есмінці «Матабеле» та «Еко» завантажили батальйон 24-ї гвардійської бригади з технікою, озброєнням та штабом бригади. Увечері того ж дня кораблі вийшли з Гарстада та взяли курс на Буде. Британські кораблі намагалися убезпечити себе від нальотів німецької авіації і тому направили кораблі по внутрішньому, погано вивченому фарватеру, що пролягав серед численних острівців. Це й спричинило катастрофу. О 23:00 18 травня за 12 миль від мети походу, вже маючи Буде в межах видимості, «Еффінгам», що йшов на 20-вузловій швидкості, наразився на неозначену на картах підводну скелю. Потім вискочив на мілину «Матабеле». Есмінець невдовзі вдалося стягнути на глибоку воду, проте крейсер, через неможливість зняти його зі скелі в бойових умовах, був приречений. Кораблі загону зняли з нього екіпаж і солдатів, що знаходилися на борту, але майже все озброєння довелося залишити. 21 травня «Еффінгам» був добитий торпедами есмінця «Матабеле».